# Blowfly
Blowfly, de son vrai nom Clarence Henry Reid (14 février 1939–17 janvier 2016), est un auteur, compositeur, interprète et producteur américain. Blowfly a aussi collaboré avec le chanteur Jello Biafra.

## Biographie
Clarence Reid est né le 14 février 1939 à Cochran, en Géorgie,. Auteur d'albums parodique souvent classés X, ancien compositeur/arrangeur de TK Disco (Gwen McCrae, KC & the Sunshine Band) et auteur pour des chanteurs de rhythm and blues dans les années 1960 et 1970 (Betty Wright, Sam & Dave), il avait aussi chanté sous son vrai nom avant de créer le personnage de Blowfly, the original dirty rapper.
Il présenta souvent son titre Rap Dirty publié en 1980 comme la première chanson de l'histoire du rap. Le personnage de Blowfly se caractérise par son costume à paillettes ainsi que par la vulgarité des paroles de ses chansons (Scumbag Fucker, Destructo Cock, Suck It…). Il est aussi connu pour reprendre de façon parodique des titres célèbres, Shitting on the Dock of the Bay reprise du célèbre titre Sitting on the Dock of the Bay d'Otis Redding, I Wanna Be Fellated reprise du titre I Wanna Be Sedated des Ramones. Cette pratique lui a valu un procès contre Stanley Adams compositeur du hit What a Diff'rence a Day Makes dont Blowfly avait fait une reprise peu appréciée par l'intéressé.
Le 12 janvier 2016, le batteur de Blowfly, « Uncle » Tom Bowker annonce sur la page Facebook de l'artiste que Reid souffre d'un cancer du foie en phase terminale et qu'il a été admis dans un hôpital en Floride. D'après Bowker, le chanteur compte publier son dernier album, intitulé 77 Trombones, en février 2016. Le décès de Reid est annoncé le 17 janvier 2016 sur sa page Facebook,. Il meurt à l'âge de 76 ans.

## Discographie

### Albums studio
-    1969 : Dancin' With Nobody But You Babe
- 1971 : Weird World of Blowfly
- 1973 : Running Water
- 1974 : Blowfly on TV
- 1975 : Zodiac Blowfly
- 1976 : Oldies But Goodies
- 1977 : On the Job
- 1977 : Blowfly Disco
- 1977 : At the Movies
- 1978 : Porno Freak
- 1978 : Blowfly's Disco Party
- 1978 : Zodiac Party
- 1980 : Blowfly's Party
- 1981 : Rappin Dancing & Laughin
- 1981 : Butterfly
- 1983 : Fresh Juice
- 1985 : Electric Banana
- 1986 : On Tour 1986
- 1987 : Blowfly and the Temple of Doom
- 1988 : Blowfly for President
- 1989 : Freak Party
- 1991 : Twisted World of Blowfly
- 1996 : 2001: A Sex Odyssey
- 1996 : Analthology: The Best of Blowfly
- 1999 : Blowfly Does XXX-Mas
- 2006 : Fahrenheit 69
- 2006 : Blowfly's Punk Rock Party

### Singles
- Rapp Dirty 12"/7" (1980)
- Disco Party 7" (1980)
- Christmas Party/New Year's Party 12" (1980)
- Incredible Fulk (1980)
- Electronic Pussy Sucker 12" (1983)
- Funk You 12" (1984)
- Butt Pirate Luv b/w F U In The A (2006)